# James Herbert MacNair
James Herbert MacNair, né le 23 décembre 1868 à Glasgow (Écosse) et décédé le 22 avril 1955 à Argyll (Écosse), est un artiste, designer et professeur britannique, dont les œuvres ont contribué au développement du « Glasgow Style » durant les années 1890.

## Biographie
MacNair naît à Glasgow au sein d'une famille de militaires. Il reçoit une formation d'architecte dans le cabinet Honeyman and Keppie entre 1888 et 1895 ; c'est là qu'il rencontre pour la première fois Charles Rennie Mackintosh. Des cours du soir à la Glasgow School of Art font partie de leur formation, et ils y assistent entre 1888 et 1894 : ils y rencontrent les sœurs MacDonald. Plus tard, MacNair épouse Frances MacDonald et MacKintosh épouse Margaret MacDonald.
À eux quatre, ils forment le collectif nommé The Four. MacNair reste, du moins en France, le moins connu des quatre artistes.
Influencés par le mouvement des Arts & Crafts et par d´autres mouvements artistiques européens, comme le Symbolisme et l'Art nouveau, The Four est un groupe pionnier au sein de la Glasgow School.
MacNair installe son atelier à Glasgow en 1895, où il dessine des meubles, produit des illustrations de livres, des aquarelles et des posters. Les talents artistiques de MacNair ont souvent été diminués en comparaison avec ceux de Mackintosh, mais il a une influence importante en tant que professeur de design à Liverpool dès 1898 à l´école d´architecture et d'arts appliqués.
En 1899, Frances Macdonald rejoint MacNair à Liverpool où ils se marient. Le couple continue à peindre des aquarelles, et conçoit des décorations intérieures. Ils exposent un cabinet d´écriture à la Première exposition internationale d'art décoratif moderne de Turin en 1902. Ils exposent également à Liverpool, Londres, Vienne et Dresde au début des années 1900. À la suite de la fermeture de l´école en 1905, et à la faillite de la famille MacNair, le couple retourne à Glasgow en 1909. La carrière de MacNair décline à partir de cette période, et on ne lui connait, a priori, plus aucune œuvre postérieure à 1911.
Après la mort de sa femme en 1921, MacNair détruit ou disperse la majeure partie de l'œuvre de cette dernière. Il déménage ensuite à Argyll où il vit jusqu'à sa mort, en 1955.